# Кенер (Луизијана)
Кенер (енгл. Kenner) град је у америчкој савезној држави Луизијана.

## Демографија
По попису из 2010. године број становника је 66.702, што је 3.815 (-5,4%) становника мање него 2000. године.
| Група             | 2000.          | 2010.          |
| Белци             | 42.148 (59,8%) | 32.564 (48,8%) |
| Афроамериканци    | 15.900 (22,5%) | 15.994 (24,0%) |
| Азијати           | 2.002 (2,8%)   | 2.461 (3,7%)   |
| Хиспаноамериканци | 9.602 (13,6%)  | 14.918 (22,4%) |
| Укупно            | 70.517         | 66.702         |